# 1318 마케팅
1318 마케팅은 청소년을 상대로 하는 마케팅을 말하며, IMF 이후 크게 성장했다. 1318 마케팅에 포함되는 것으로는 연예 산업과 사교육 등이 있다. 1318 마케팅은 사리 판단력이 미숙하고 또래 집단에 영향을 받기 쉬운 점을 이용한다는 비판적인 견해와, 기업의 가장 절대적인 목적은 이윤 추구이기 때문에 정당하다는 주장이 맞서고 있다.

## 비판
1318 마케팅은 판단력이 부족한 청소년들을 상대로 하는 점이 지적되고 있다. 1318 마케팅은 또래 집단에 영향을 많이 받고 남들에 비해 가난하다는 것에 큰 열등감을 가질 수 있기 때문에 매우 저급한 마케팅이라고 비난받기도 한다. 특히 연예 산업에서 소위 '스타 만들기'에 열중하여 청소년에게 돈을 쓰도록 유도한다는 것에 회의적인 사람이 많다.
그리고 1318 마케팅에서 빠질 수 없는 사교육 문제와 관련해서도 많은 논란과 지적이 있다. 거대한 사교육 시장 아래에서 학생들이 고통받게 만들고, 사교육비에 부모와 학생의 마음을 멍들게 한다는 주장도 제기되었다.

## 같이 보기
- 386세대
- 연예인
- 10대